# Amerykanie pochodzenia niemieckiego

Rozmieszczenie Amerykanów pochodzenia niemieckiego według danych z 2019 roku

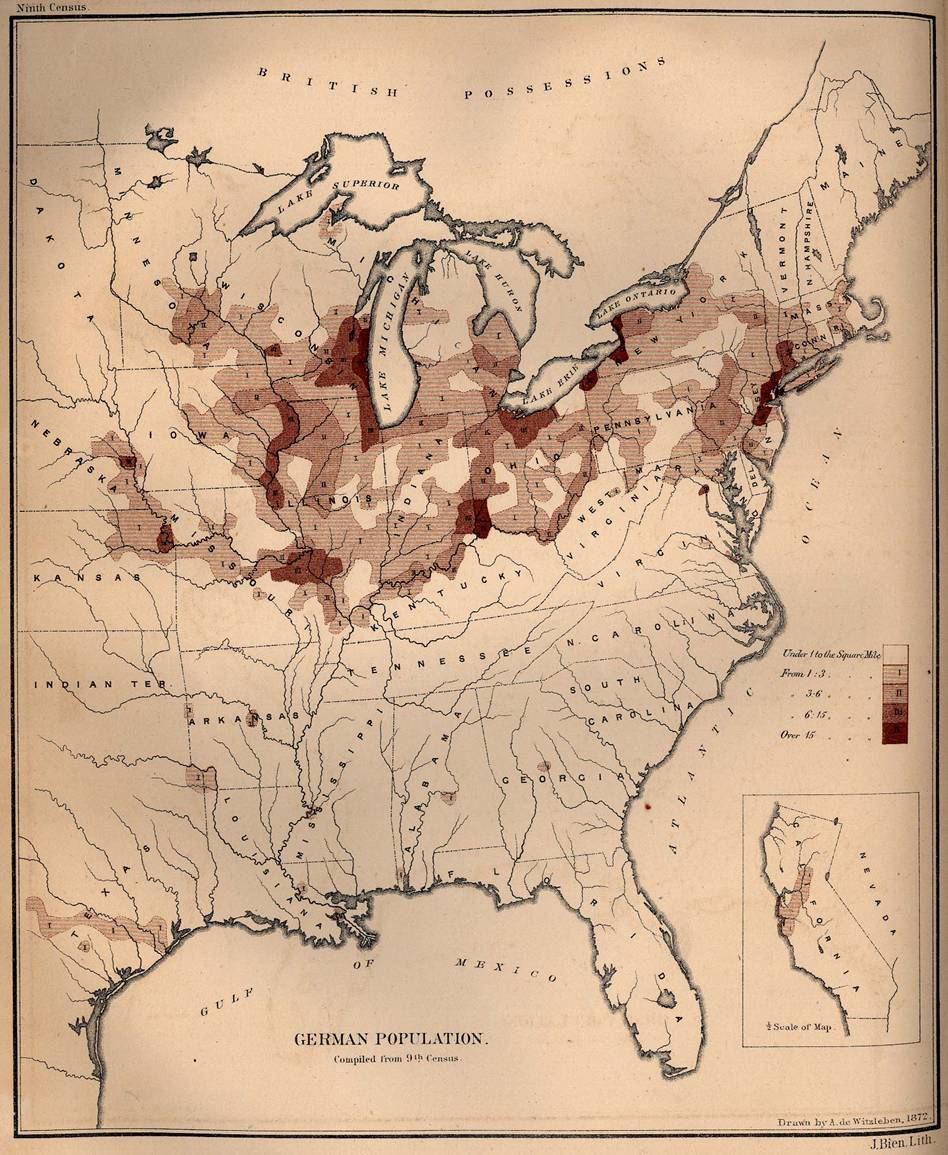
Amerykanie pochodzenia niemieckiego – dane z 1872

Amerykanie pochodzenia niemieckiego – obywatele Stanów Zjednoczonych posiadający niemieckich przodków.
Najwięcej imigrantów przybyło do Stanów Zjednoczonych w latach 1840–1900. Niemcy stanowili wśród nich największą grupę, przewyższając liczebnie nawet Irlandczyków i Anglików. Najczęstszą motywacją do osiedlenia się w Ameryce były czynniki ekonomiczne i poszukiwanie wolności religijnej lub politycznej.
Kalifornia i Pensylwania to stany z najliczniejszymi skupiskami ludności pochodzenia niemieckiego w USA, w każdym z nich żyje ok. sześciu milionów Amerykanów o rodowodzie niemieckim.
W całych Stanach Zjednoczonych 43 miliony ludzi to potomkowie dawnych bauerów z różnych regionów Niemiec. Jest to największa grupa etniczna w USA według spisu z 2000 roku. Według tych danych, Amerykanie o niemieckich korzeniach reprezentują 17% z całkowitej populacji USA i 26% białej populacji (nie licząc Latynosów). Tylko 1,5 miliona umie porozumiewać się w języku niemieckim.
Napływ Niemców do Ameryki przyczynił się do rozwoju amerykańskiej kultury i technologii. Baron Friedrich Wilhelm von Steuben, były pruski oficer, wprowadził reorganizację armii USA podczas wojny o niepodległość i przyczynił się do zwycięstwa nad oddziałami brytyjskimi. Imigrant Henryk Engelhard Steinweg założył w 1853 firmę Steinway, światową markę produkcji fortepianów. Niemieccy osadnicy wprowadzili do Stanów Zjednoczonych zwyczaj ubierania choinki.
Pomiędzy I a II wojną światową wielu niemieckich pracowników naukowych (szczególnie Żydów niemieckich) opuściło swój kraj z powodu prześladowań politycznych. Prawdopodobnie najbardziej sławnym z nich był Albert Einstein, znany jako twórca teorii względności. W latach 1931–1940 zbiegło do Stanów Zjednoczonych 114 tys. Niemców, głównie antynazistów uciekających przed reżimem III Rzeszy. Po II wojnie światowej część wypędzonych z Europy Wschodniej Niemców wyjechało do Stanów Zjednoczonych, choć znaczna ich większość osiedliła się w RFN.
Dzisiaj większość Niemców zasymilowała się ze społeczeństwem amerykańskim i raczej nie posiada wyróżniających się enklaw, chociaż istnieją miejscowości, gdzie Niemcy stanowią najbardziej charakterystyczną grupę etniczną, takie jak Detroit, Chicago, Kansas, Cleveland, Indianapolis, Minneapolis, Saint Louis, Cincinnati, Louisville, Richmond w stanie Wirginia i Milwaukee.
Wpływy niemieckie są bardzo widoczne w kuchni Stanów Zjednoczonych. Szczególnie jeśli chodzi o frankfurterki, hamburgery, bratwurst, kapustę kiszoną, strudel, precle i wiele innych. Niemcy prawie całkowicie zdominowali produkcje piwa od 1850 roku.
Trzech prezydentów Stanów Zjednoczonych może pochwalić się swym niemieckim dziedzictwem, pierwszym był Herbert Hoover (oryginalne nazwisko Huber), drugim Dwight Eisenhower (pierwotnie: Eisenhauer), trzecim zaś Donald Trump.